# 觉宇派
觉宇派（藏語：གཅོད་ཡུལ་པ་，威利转写：gcod yul pa，又译觉域派、觉宇巴）是藏传佛教的教派之一。“觉”（གཅོད་，gcod）是“断”、“能断”之意，指能断除人的一切苦恼以生死根源，有人对“觉”的解释持不同见解，他们认为“觉”应该是“行”（སྤྱོད་ཡུལ་，spyod yul），指对所认识事物之分析、判断等活动。“宇”（ཡུལ་，yul）是“地方”之意，指佛教的“境”、“境界”，是人们心理活动的对象之一。“觉宇”意为般若空性见与慈悲心。

## 觉宇派的教义
觉宇派主张用智慧和慈悲断除一切烦恼。帕当巴桑结第三次入藏时，把觉宇派的教法传给交·释迦也协（སྐྱོ་ཤཱཀྱ་ཡེ་ཤེས་，skyo shAkya ye shes）和雅隆·玛热色波（ཡར་ཀླུངས་རྨར་སེརཔོ་，yar klungs rmara serpo）。

雅隆·玛热色波及弟子所修教法为“颇觉”（ཕོ་གཅོད་，pho gcod，指“男传觉宇法”），后辈弟子多为男子；

交·释迦也协及弟子所修教法为“摩觉”（མོ་གཅོད་，mo gcod，指“女传觉宇法”），后辈弟子多为女子。

## 觉宇派的修行
觉宇派以修习《波若经》、《摄经》及《内法》为主。觉宇派的修行者以身布施，在尸林和空旷的野地与妖魔鬼怪聚集的地方行六度施度。用心体会诸法无性本空故。
- (1)修密性见。
- (2)修大悲菩提心。
- (3)依止上师。
- (4)观资粮田。